# 白斑蟹守螺
白斑蟹守螺（学名：Clypeomorus brevis），是中腹足目蟹守螺科Clypeomorus的一种。主要分布于台湾，常栖息在礁石海岸潮间带。